# GP Ouest France-Plouay 2007 (mannen)
De 72ste editie van de GP Ouest France-Plouay werd verreden op zondag 2 september 2007 in en om Plouay, Frankrijk.

## Verloop
Het parcours bestond uit een lokaal circuit dat meerdere malen gereden wordt. In het totaal is de koers 226 kilometer lang. In de loop van de dag zijn er meerdere ontspanningen, maar geen enkele groep blijft lang vooruit. Op het laatste heuveltje van de dag ontsnapt Thomas Voeckler en hij blijft het sprintende peloton nipt voor. Op de streep heeft hij zo'n vijftig meter (twee seconden) voorsprong over op Thor Hushovd die de sprint van het peloton wint.

## Uitslag
| rang | renner             | land      | tijd       |
| ---- | ------------------ | --------- | ---------- |
| 1    | Thomas Voeckler    | Frankrijk | 5u 32' 44" |
| 2    | Thor Hushovd       | Noorwegen | + 02"      |
| 3    | Danilo Di Luca     | Italië    | z.t.       |
| 4    | Filippo Pozzato    | Italië    | z.t.       |
| 5    | Steven de Jongh    | Nederland | z.t.       |
| 6    | Matthieu Sprick    | Frankrijk | z.t.       |
| 7    | Rinaldo Nocentini  | Italië    | z.t.       |
| 8    | Carlo Scognamiglio | Italië    | z.t.       |
| 9    | Manuele Mori       | Italië    | z.t.       |
| 10   | Arnaud Gérard      | Frankrijk | z.t.       |

## Vrouwen
De vrouwen gingen in deze wedstrijd een dag eerder van start dan de mannen, op zaterdag 1 september. De wedstrijd was de achtste en voorlaatste in de strijd om de Wereldbeker. De koers telde in totaal 114.6 kilometers, en werd gewonnen door de Italiaanse Noemi Cantele.
| GP Ouest France-Plouay 2007 (114.6 km) |                   |                          |          |
| Plaats                                 | Naam              | Ploeg                    | Tijd     |
| Winnaar                                | Noemi Cantele     | Bigla Cycling Team       | 3u14'00" |
| 2                                      | Nicole Cooke      | Raleigh Lifeforce        | +00' 28" |
| 3                                      | Marta Bastianelli | Italië                   | z.t.     |
| 4                                      | Oenone Wood       | T-Mobile Team            | z.t.     |
| 5                                      | Giorgia Bronzini  | Italië                   | +00' 44" |
| 6                                      | Monia Baccaille   | Saccarelli EMU Marsciano | z.t.     |
| 7                                      | Marianne Vos      | Team DSB Bank            | z.t.     |
| 8                                      | Angela Brodtka    | Team Getränke-Hoffmann   | z.t.     |
| 9                                      | Susanne Ljungskog | Team Flexpoint           | z.t.     |
| 10                                     | Elodie Touffet    | Menikini-Gysko           | z.t.     |

| Stand UCI Road Women World Cup 2007 |                   |                         |        |
| Plaats                              | Naam              | Ploeg                   | Punten |
| Gouden trui                         | Nicole Cooke      | Raleigh Lifeforce       | 337    |
| 2                                   | Marianne Vos      | Team DSB Bank           | 257    |
| 3                                   | Oenone Wood       | T-Mobile Team           | 139    |
| 4                                   | Noemi Cantele     | Bigla Cycling Team      | 110    |
| 5                                   | Fabiana Luperini  | Menikini-Gysko          | 108    |
| 6                                   | Trixi Worrack     | Nürnberger Versicherung | 86     |
| 7                                   | Edita Pučinskaitė | Nürnberger Versicherung | 80     |
| 8                                   | Karin Thürig      | Raleigh Lifeforce       | 77     |
| 9                                   | Judith Arndt      | T-Mobile Team           | 76     |
| 10                                  | Chantal Beltman   | T-Mobile Team           | 75     |